# Jung Joon-ho
Jung Joon-ho (hangul: 정준호; hanja: Jeong Jun-ho; rr: Chŏng Chunho; nascido em 1 de outubro de 1970) é um ator sul-coreano.Ele conquistou proeminência como ator em Women Like You (왕추). Entre seus destaques recentes na atuação estão The Last Scandal of My Life (내 생애 마지막 스캔들) e Iris (2009). Jung possui também interesse na música, em The Last Scandal of My Life, transmitido pela MBC, ele cantou a canção tema de seu personagem.
O desempenho de Jung em The Last Scandal of My Life lhe rendeu o título de um dos melhores atores de 2008. Sua atuação novamente ganhou reconhecimento no ano seguinte com Iris.

## Filmografia

### Filmes
- Operation Chromite (2016)
- Return of the Mafia (2012)
- George and Bong-sik (2010, sem lançamento)
- Love, In Between (2010)
- More Than Blue (2009) (participação)
- City of Damnation (2009)
- Swindler in My Mom's House (2007)
- West 32nd (2007) (participação)
- Righteous Ties (2006)
- My Boss, My Teacher (2005)
- The Twins (2005)
- Another Public Enemy (2005)
- Marrying the Mafia II (2005) (participação)
- A Wacky Switch (2004)
- North Korean Guys (2003)
- The Legend of the Evil Lake (2003)
- Unborn But Forgotten (2002)
- Marrying the Mafia (2002)
- A Perfect Match (2002)
- The Last Witness (2001)
- The Siren (2000)
- Anarchists (2000)
- 1818 (1997)

### Televisão
- The Tale of Nokdu (KBS2, 2019)
- Sky Castle (JTBC, 2018)[4]
- The Flower in Prison (MBC, 2016)
- Sweet, Savage Family (MBC, 2015)
- Mama (MBC, 2014)
- Your Neighbor's Wife (JTBC, 2013)
- Queen of Reversals (MBC, 2010)
- Iris (KBS2, 2009)
- The Last Scandal of My Life (MBC, 2008)
- Perhaps Love (Mnet, 2007)
- Princess Lulu (SBS, 2005)
- Hotelier (MBC, 2001) (participação)
- Air Force (MBC, 2000)
- Women Like You (MBC, 2000)
- Mr. Duke (MBC, 2000) (cameo)
- Goodbye My Love (MBC, 1999)
- Love (MBC, 1998)
- Sunflower (MBC, 1998)
- Condition of Love (MBC, 1997)
- Cinderella (MBC, 1997)

## Prêmios
| Ano  | Prêmio                  | Categoria                                                | Trabalho indicado           |
| ---- | ----------------------- | -------------------------------------------------------- | --------------------------- |
| 1996 | MBC Drama Awards        | Melhor Ator Revelação                                    | -                           |
| 2002 | Blue Dragon Film Awards | Prêmio de Estrela Popular                                | Marrying the Mafia          |
| 2005 | Hwanggeum Film Awards   | Melhor Ator                                              | Another Public Enemy        |
| 2007 | Kyung Hee University    | Prêmio de Realização                                     | Ele mesmo                   |
| 2008 | MBC Drama Awards        | Prêmio Top Excelência, Ator                              | The Last Scandal of My Life |
| 2009 | KBS Drama Awards        | Prêmio de Excelência, Ator em Drama de comprimento médio | Iris                        |
| 2009 | Chunsa Film Art Awards  | Prêmio Cultural Coreano                                  | City of Damnation           |
| 2010 | MBC Drama Awards        | Prêmio Top Excelência, Ator                              | Queen of Reversals          |
| 2014 | Golden Cinema Festival  | Ator Mais Popular                                        | Return of the Mafia         |